# Blaublitz Akita
Il Blaublitz Akita (ブラウブリッツ秋田?, Akita Burauburittsu) è una società calcistica giapponese con sede nella città di Akita. Milita nella J2 League, la seconda divisione del campionato giapponese.

## Storia
Fino alla stagione 2009, la squadra fu nota con il nome di TDK Sport Club e fu parte del circolo sportivo riservato agli impiegati della sede di Nikaho dell'omonima azienda di elettronica. Dal 1965, anno di fondazione del club, al 1982, militò nei tornei minori, ottenendo in seguito la promozione nelle leghe regionali. Nel 1984, il TDK conquistò la promozione al secondo raggruppamento della Japan Soccer League: salvatosi il primo anno a causa dell'annullamento delle retrocessioni, nella stagione successiva retrocesse nelle leghe regionali, in cui giocò fino al 2006, anno della promozione in Japan Football League.
Nel febbraio 2009, la TDK svincolò la squadra dall'orbita aziendale: la società entrò in una fase di transizione che si concluse nel settembre dello stesso anno con la rifondazione del club come squadra semiprofessionistica, ribattezzata Akita Football Club, denominazione variata in Blaublitz Akita in seguito al risultato di un sondaggio tra i tifosi. Malgrado le vicissitudini societarie, la squadra conseguì buoni risultati in Japan Football League, richiedendo più volte l'iscrizione alla J. League come membro associato.
Al termine della stagione 2013 costituì, assieme ad altre 11 squadre, la nuova terza serie del campionato giapponese, la J3 League, in cui militò fino al 2020, anno della promozione in cadetteria.

## Colori e simboli

### Colori
Anche in occasione del passaggio al regime semiprofessionistico da quello amatoriale, il Blaublitz Akita ha mantenuto gli stessi colori societari, vale a dire il nero e il blu.

### Simboli ufficiali
Fino al 2009 fu utilizzato uno stemma a forma di scudo diviso in tre parti: la superiore, colorata di azzurro, recava il logo della TDK. La metà destra era colorata di nero ed era sormontata dalle due lettere bianche "SC", mentre la metà sinistra, colorata di grigio, recava la sagoma blu scura di un uccello e il disegno bianco del Monte Chōkai. Tutti questi elementi erano accompagnati da un nastro di colore blu recante l'iscrizione TDK Soccer Club. Con la rifondazione della società, la forma del logo è rimasta invariata, ma il riempimento è stato composto da un campo blu con strisce bianche, sormontate dalla testa di un Namahage  di colore nero, attorniato da fulmini color oro.

## Strutture
Il Blaublitz Akita gioca le partite interne nell'Akita Athletic Stadium, fondato nel 1941 e più volte ristrutturato per permettere alla squadra di rispettare i requisiti per una futura iscrizione alla J. League. La squadra ha inoltre usufruito di impianti meno capienti come il Nikaho Greenfield e l'Akigin Stadium. Gli allenamenti vengono invece svolti in un centro sportivo costruito dalla TDK all'epoca in cui la squadra era a regime amatoriale.

## Società
Precedentemente controllata dalla TDK, poi sponsor principale del club, a partire dal 12 settembre 2009 la squadra è gestita finanziariamente da una società denominata Akita Football Club Co. Ltd. (秋田フットボールクラブ株式会社?).

### Sponsor
| Cronologia degli sponsor tecnici - 2009-2011: Hummel - 2013-2014: Penalty - 2015-Oggi: Athleta | Cronologia degli sponsor ufficiali - 2009-Oggi: TDK |

## Allenatori
- 1999-2007:  Tsutomu Komatsu
- 2008-2009:  Hisao Sasaki
- 2011-2012:  Hirotoshi Yokoyama
- 2013-2014:  George Yonashiro
- 2015-2016:  Shuichi Mase
- 2017-2018:  Kōichi Sugiyama
- 2018-2019:  Shuichi Mase
- 2020-Oggi:  Ken Yoshida

## Statistiche e record

### Partecipazione ai campionati
| Livello | Categoria                      | Partecipazioni | Debutto   | Ultima stagione |
| ------- | ------------------------------ | -------------- | --------- | --------------- |
| 2°      | Japan Soccer League Division 2 | 2              | 1985-1986 | 1986-1987       |
| 3°      | Japan Football League          | 7              | 2007      | 2012            |
| 4°      | Campionati regionali           | 23             | 1983      | 2006            |

## Palmarès

### Competizioni nazionali
- J3 League: 2

2017, 2020

## Organico

### Rosa 2024
Rosa e numerazione aggiornate al 29 agosto 2024.
| N. |                     | Ruolo | Calciatore                |
| -- | ------------------- | ----- | ------------------------- |
| 1  | Giappone (bandiera) | P     | Genki Yamada              |
| 2  | Giappone (bandiera) | D     | Ryōhei Okazaki            |
| 4  | Giappone (bandiera) | D     | Kōji Hachisuka            |
| 5  | Giappone (bandiera) | D     | Takashi Kawano            |
| 6  | Giappone (bandiera) | C     | Hiroto Morooka (capitano) |
| 7  | Giappone (bandiera) | D     | Takuma Mizutani           |
| 8  | Giappone (bandiera) | A     | Junki Hata                |
| 9  | Giappone (bandiera) | A     | Ryōta Nakamura            |
| 10 | Giappone (bandiera) | A     | Ren Komatsu               |
| 11 | Giappone (bandiera) | A     | Yukihito Kajiya           |
| 13 | Giappone (bandiera) | D     | Ryūji Saitō               |
| 14 | Giappone (bandiera) | A     | Ryūhei Ōishi              |
| 16 | Giappone (bandiera) | D     | Kōta Muramatsu            |
| 17 | Giappone (bandiera) | A     | Kōya Handa                |

| N. |                     | Ruolo | Calciatore        |
| -- | ------------------- | ----- | ----------------- |
| 18 | Giappone (bandiera) | A     | Ibuki Yoshida     |
| 20 | Giappone (bandiera) | C     | Hiroki Kurimoto   |
| 22 | Giappone (bandiera) | D     | Takumi Kawamura   |
| 23 | Giappone (bandiera) | P     | Soki Yatagai      |
| 25 | Giappone (bandiera) | C     | Tomofumi Fujiyama |
| 27 | Giappone (bandiera) | D     | Keita Yoshioka    |
| 29 | Giappone (bandiera) | A     | Daiki Satō        |
| 39 | Giappone (bandiera) | D     | Kyowaan Hoshi     |
| 40 | Giappone (bandiera) | A     | Shōta Aoki        |
| 41 | Giappone (bandiera) | P     | Kōsuke Inose      |
| 47 | Giappone (bandiera) | P     | Tomoki Horiuchi   |
| 77 | Giappone (bandiera) | A     | Keito Kawamura    |
| 80 | Giappone (bandiera) | C     | Kazuya Onohara    |
| 88 | Giappone (bandiera) | D     | Ken'ichi Kaga     |

### Staff tecnico
Staff tecnico aggiornato al 20 aprile 2025.
- Ken Yoshida - Allenatore
- Hirotaka Usui - Viceallenatore
- Takumi Motohashi - Collaboratore tecnico
- Kenta Arai - Collaboratore tecnico
- Hirohito Itō - Preparatore portieri
- Enju Takahashi - Preparatore fisico
- Haruki Sasaki - Analista